# 朱良才 (1975年)
朱良才（1975年8月—），男，汉族，河南扶沟人。中共党员，研究生学历，在职河南农业大学农业技术推广硕士，曾任河南省民政厅厅长，现任中共濮阳市委副书记、市长。

## 简历
2007年2月，任共青团周口市委书记。2010年6月，任鹿邑县县长。2015年3月，任中共周口市委常委、鹿邑县委书记。
2017年7月，任河南省人民政府副秘书长；2019年4月，兼任河南省人民政府研究室主任。
2021年11月，任河南省民政厅党组书记、厅长。
2023年3月，转任中共濮阳市委副书记、濮阳市人民政府市长。